# Elke Slagt
Elke Slagt-Tichelman (Zevenaar, 18 februari 1977) is een Nederlands politicus namens GroenLinks. Sinds 6 december 2023 is ze lid van de Tweede Kamer der Staten-Generaal, waar ze deel uitmaakt van de GroenLinks-PvdA-fractie. Eerder was ze van 29 mei 2019 tot 28 maart 2023 lid van de Provinciale Staten van Drenthe, vanaf augustus 2022 als fractievoorzitter van GroenLinks. In 2023 stond ze op plaats 19 van de kandidatenlijst voor de Tweede Kamerverkiezingen, hoog genoeg om verkozen te worden tot Kamerlid.
Laura Bromet · Julian Bushoff · Glimina Chakor · Geert Gabriëls · Marleen Haage · Daniëlle Hirsch · Habtamu de Hoop · Barbara Kathmann · Jesse Klaver · Suzanne Kröger · Esmah Lahlah · Tom van der Lee · Mohammed Mohandis · Songül Mutluer · Jimme Nordkamp · Mariëtte Patijn · Anita Pijpelink · Kati Piri · Elke Slagt · Luc Stultiens · Joris Thijssen · Frans Timmermans · Mikal Tseggai · Lisa Westerveld · Raoul White
- Parlement.com: vm6efqbtqytu